# مالمبيريت
مالمبيريت (بالسويدية: Malmberget)، هي بلدة تقع شمال السويد تعداد سكانها 5590 حسب إحصاء 2010. تابعة لبلدية ياليفاره التابعة لمحافظة نوربوتن.تبعد البلدة مسافة 5 كم عن مقر البلدية ياليفاري

## تاريخ
الأسم باللغة السويدي يعني جبل الخامات و تعود التسمية كون الجبل مصدر لخامات الحديد.
اكتشفت خامات الحديد فيها عام 1741. ولاحقاً في عام ،1888 بدء تحميل الحديد عن طريق سكة الحديدية مما أحدث تغيراً شاملاُ في هذه البلدة و خلق فرص عمل كثيرة أحدثت تغيرات كبيرة في الشمال السويدي.
في البداية أنشأت البلدة على أيدي العمال من مخلفات الصناديق الخشبية لمواد التفجير بالمنجم و ذلك كي يتمكنوا من المبيت جانب العمل لتجنب مشقة التنقل اليومي.
يقع المنجم حالياً تحت مركز البلدة و أدت عمليات الحفر المستمرة إلا زوال قسم من البلدة، وأدى إلى قسمها إلى شطرين بسبب الفتحة الناجمة عن الانهيار والتي أدت أيضاً إلى زوال مرافق حيوية بالبلدة أو أنتقالها إلى القسم الغربي أو إلى البلد المجاورة ياليفاره.
المستقبل الحالي لبلدة مالمبيريت غير مستقر حيث أن الحفر و التفجيرات مستمرة تحت البلدة و أعلنت شركة إل كا به إيه أنه من المتوقع أن يتم زوال المزيد في السنين القادمة.

## أعلام
- كورت أندرسون
- لارس ماتسون